# レスリー・グリーン
レスリー・ウィリアム・グリーン（Leslie William Green、1875年2月6日 -  1908年8月31日） はイングランドの建築家である。20世紀初頭に建設されたロンドン中心部の、象徴的なオックスブラッド と呼ばれる赤褐色のタイルが貼られ、柱と半円形の1階部分の窓で構成されるファサード、図案化されたタイルで装飾された内装を備えるロンドン地下鉄の駅を設計したことで知られる。

## 若年時代と私生活
ロンドンメイダ・ヴェールで1875年に建築家、国王所有地のサーベイヤーだったアーサー・グリーンと妻エミリーの4人の子供の第二子として生まれた。ドーバー・カレッジ、サウス・ケンジントン学校とパリで学生生活を送り、就学期間の間に建築家である父の作業を手伝った。
ミルドレッド・エセル・ワイルディ（1879年 - 1960年）と1902年4月にクラッパムで結婚し、娘ヴェラ（1904年 - 1995年）を授かっている。

## 職歴
建築家としての職務を1897年に開始、1900年にヘイマーケットに移るまでは父親の事務所経由で仕事を請け負った。1903年 にはストランド近くのアダム・ストリートにあるアダルフィ・ハウスに移っている。1898年に王立英国建築家協会 (RIBA)の準会員に、1899年に会員になり、初期はロンドン各地の店や住宅の依頼を受けていた。
1903年、 ロンドン地下電気鉄道 (UERL)の建築家に任命され、ロンドン地下電気鉄道傘下の当時建設中だったのちに順にピカデリー線、ベーカールー線、ノーザン線の一部となる3つの地下鉄会社グレート・ノーザン・ピカデリー・アンド・ブロンプトン鉄道 (GNP&BR)、 ベーカーストリート・アンド・ウォータールー鉄道 (BS&WR) 、チャリングクロス・ユーストン・アンド・ハムステッド鉄道 (CCE&HR)各社の50駅の外観、内装、装飾を担当した。
駅が設置される場所の制約にあわせながら、統一された思想の美術工芸運動スタイルの駅舎を設計した。駅舎は当時最新で、アメリカから導入されたばかりの鉄骨構造を用いることで改札口やエレベーター設置（エスカレーターが駅に採用されるのは1911年）に必要なスペースを確保した2階建てとなった。駅舎外部には荷重を負担しないクラッディングとしてオックスブラッドと呼ばれる赤褐色のリーズ耐火粘土製施釉テラコッタが採用された。地上階は広い2つの梁間に柱で分けられ、入口と出口を分離するとともに商業店舗スペースも設けられた。2階部分には半円形の窓が、歯飾を備えるコーニスが上部に設けられた。一部駅では円窓が窓間にある場合もある。1階と2階の間の広い帯状の部分に大文字で駅名が表記された。駅舎上面は鉄骨構造のもう一つの利点として、後で事務所などを増築できるよう平面とされた。
駅舎内部は白と緑を基調とするタイルで装われた。プラットホーム階も標準化されたタイルを用いた内装が採用され、判別容易化を狙った駅ごとに異なるホーム全長にわたる幾何学模様のタイルで装飾された。列車進行方向もタイルで表現されている。タイルの多用は統一感の醸成とともに維持の容易化を狙ったものだった。
3つの鉄道は1906年、1907年に順次開業し、グリーンとロンドン地下電気鉄道の契約も1907年に終了した。グリーンは1907年にロンドン地下鉄の駅の設計などを含む成果により王立英国建築家協会のフェローに選出されている。
グリーンの設計した駅の多くは2020年現在も残っているが、改札口などは後年の利用状況の変化に応じて改装されている。ホームのタイルによる内装も多くの駅に残されているが、ランベス・ノースやマリルボンの様にいったん失われた後再現された例もある。現存する駅建造物のうち、アルドウィッチ、ベルサイズ・パーク、カレドニアン・ロード、チョーク・ファーム、コヴェント・ガーデン、グロスター・ロード、ハロウェイ・ロード、オックスフォード・サーカス、モーニントン・クレセント、ラッセル・スクエア、サウス・ケンジントンは第二級のイギリス指定建造物に指定されている。ロンドン地下鉄の駅の設計はグリーンの助手だったスタンレー・ヒープスに引き継がれた。グリーン設計の駅舎は一目でロンドン地下鉄の駅とわかるため、BBCの昼ドラ「イーストエンダーズ」の舞台のひとつである架空の駅ウォルフォード・イースト駅などにイメージが利用されている。

## グリーンが設計した駅
各路線のロンドン中心部の全駅のリストはベーカールー線、ピカデリー線、ノーザン線を参照のこと。
| ベーカールー線 ベーカーストリート・アンド・ウォータールー鉄道によって建設されたエッジウェア・ロード - エレファント&カッスル間の駅がグリーンの設計による: - エッジウェア・ロード - ディストリクト線、サークル線、ハマスミス&シティ線の駅とは別の建物になっている - グレート・セントラル - 1917年マリルボンに改称、グリーン設計の駅舎は第二次世界大戦で破壊 - ベイカー・ストリート - 駅舎は現存せず - リージェンツ・パーク - 公共地下道と直結、駅舎なし - オックスフォード・サーカス - ピカデリー・サーカス - 1920年代に改築、駅舎は1990年代に解体 - トラファルガー・スクエア - 1915年チャリング・クロスに改称、駅舎なし。 - エンバンクメント - 駅舎なし - ウォータールー - 1950年代に改築 - ケニントン・ロード - 1917年ランベス・ノースに改称 - エレファント&カッスル - 3層構造の事務所ビルを1907年に駅舎上に増築 | ピカデリー線 グレート・ノーザン・ピカデリー・アンド・ブロンプトン鉄道が建設したフィンズベリー・パーク - グロスター・ロード間の駅がグリーンの設計による: - ガレスピー・ロード - 1932年アーセナルに改称、1930年代に駅舎改築 - ハロウェイ・ロード - カレドニアン・ロード - ヨーク・ロード - 1932年駅廃止、駅舎は現存 - キングス・クロス - 1927年キングス・クロス・セント・パンクラスに改称、後年駅舎は解体 - ラッセル・スクエア - ホルボーン - キングスウェイとハイ・ホルボーンの交差点にあった花崗岩を用いた駅舎は1930年代に解体されている。駅舎があった場所に隣接する建物の1階にはポートランド石を用いた似た形状のファサードが採用されている。 - ストランド - 1915年アルドウィッチに改称、1994年駅廃止、駅舎は開業時に近い姿に復元の上現存 - コヴェント・ガーデン - レスター・スクエア - ピカデリー・サーカス - 1920年代改築、1990年代に駅舎解体 - ドーバー・ストリート - 1933年グリーン・パークに改称の上出入口が移転、駅舎は1960年代に解体 - ダウン・ストリート - 1932年駅廃止、駅舎は現存 - ハイド・パーク・コーナー - 2010年以降駅舎は駅施設としては使用されていない - ナイツブリッジ - 出入口は移設され、地上部分は解体。バジル・ストリートとフーパーズ・コートに面する駅舎背面のファサードは現存し、他の建物の一部となっている - ブロンプトン・ロード駅 - 1934年駅廃止。駅舎の大半は解体されたが、エレベーターのみ現存 - サウス・ケンジントン - 1970年代以降駅舎は駅施設としては使用されていない - グロスター・ロード - 駅舎は使用されていない | ノーザン線 チャリングクロス・ユーストン・アンド・ハムステッド鉄道が建設したハムステッド - アーチウェイ及びチャリング・クロス ]間の駅がグリーンの設計による: - ハイゲート - 1947年アーチウェイに改称、駅舎は1960年代に解体 - タフネル・パーク - ケンティッシュ・タウン - サウス・ケンティッシュ・タウン - 1924年駅廃止、駅舎は現存 - ゴルダーズ・グリーン - ハムステッド - ベルサイズ・パーク - チョーク・ファーム - カムデン・タウン - モーニントン・クレセント - ユーストン - 1914年以降ユーストン本線駅の改築により駅舎は駅施設としては使用されていない - ユーストン・ロード - 1908年ウォーレン・ストリートに改称、1933年改築 - トテナム・コート・ロード - 1908年グージ・ストリートに改称 - オックスフォード・ストリート - 1908年 トテナム・コート・ロードに改称、駅舎なし - レスター・スクエア - チャリング・クロス - 駅舎なし |

## 死
グリーンは肺結核 に罹患し、1908年8月31日、ノーフォークのムンデスリー=オン=シーにあったサナトリウムで死去した。

## 関連資料
- Leboff, David (2002). The Underground Stations of Leslie Green. Harrow Weald, Middlesex: Capital Transport. ISBN 1-85414-255-0
- Rose, Douglas (2007). Tiles of the Unexpected, Underground. Capital Transport. ISBN 978-1854143105
- “London Underground's Edwardian Tile Patterns”.   Doug Rose. 2014年8月31日閲覧。
- Bull, John (2010年1月1日). “The Man Who Painted London Red”.   London Reconnections. 2014年8月31日閲覧。